# Portrait d'Ambroise Vollard (Picasso)
Pour les articles homonymes, voir Ambroise Vollard (homonymie).
Portrait d'Ambroise Vollard est un tableau du peintre espagnol Pablo Picasso réalisé en 1910. Cette huile sur toile est un portrait cubiste d'Ambroise Vollard, marchand d'art français qui a lancé l'artiste. Elle est conservée au musée des beaux-arts Pouchkine, à Moscou.

## Expositions
- Le Cubisme, Centre national d'art et de culture Georges-Pompidou, Paris, 2018-2019.